# San Roque (Northern Samar)
Pambujan is een gemeente in de Filipijnse provincie Northern Samar op het eiland Samar. Bij de laatste census in 2007 had de gemeente bijna 23 duizend inwoners.

## Geografie

### Bestuurlijke indeling
San Roque is onderverdeeld in de volgende 16 barangays:
| - Balnasan - Balud - Bantayan - Coroconog - Dale - Ginagdanan - Lao-angan - Lawaan | - Malobago - Pagsang-an - Zone 1 - Zone 2 - Zone 3 - Zone 4 - Zone 5 - Zone 6 |

## Demografie
San Roque had bij de census van 2007 een inwoneraantal van 22.897 mensen. Dit zijn 3.052 mensen (15,4%) meer dan bij de vorige census van 2000. De gemiddelde jaarlijkse groei komt daarmee uit op 1,99%, hetgeen lager is dan het landelijk jaarlijks gemiddelde over deze periode (2,04%). Vergeleken met de census van 1995 is het aantal mensen met 4.803 (26,5%) toegenomen.

De bevolkingsdichtheid van San Roque was ten tijde van de laatste census, met 22.897 inwoners op 152,98 km², 149,7 mensen per km².